# Aristotelovo pojetí demokracie

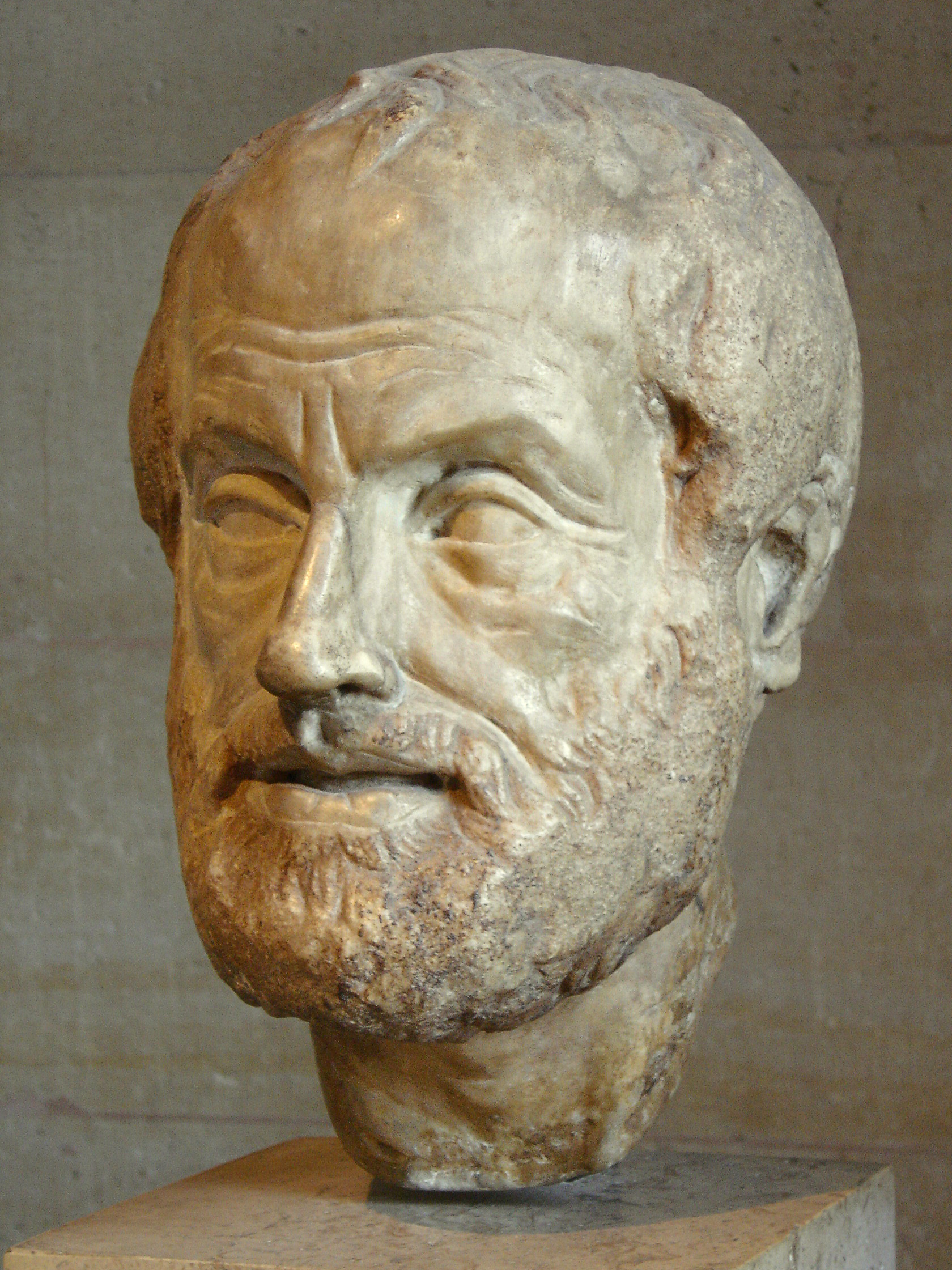
Busta Aristotela

Aristotelovo pojetí demokracie

## Úvod
Aristotelés nahlížel na  demokracii podobně jako Platón, tedy považoval ji za závadný typ státního zřízení. Ve svém hodnocení jednotlivých ústav člení druhy státních zřízení podle dvou parametrů:
- počtu vládců
- respektu vládců k zákonům, zdali podle nich jednají či nikoli.[1]

Pokud jde vládcům jen o své blaho, pak lze považovat tuto za despotickou (tj. má stejný základ jako panství pána (= despotés) nad jeho otroky). Tento druh vládnutí ale náleží do privátní sféry domácnosti, v politice státu či obce nemá mít žádné místo.

## Klasifikace státních zřízení
| Aristotelova klasifikace státních zřízení | Aristotelova klasifikace státních zřízení | Aristotelova klasifikace státních zřízení |
| Vláda ve prospěch →                       | všech                                     | svůj                                      |
| ----------------------------------------- | ----------------------------------------- | ----------------------------------------- |
| jeden vládnoucí                           | monarchie                                 | tyranie                                   |
| nemnozí vládnoucí                         | aristokracie                              | oligarchie                                |
| mnozí vládnoucí                           | politeia                                  | demokracie                                |

## Demokracie
Aristotelés ve své klasifikaci státních zřízení považuje demokracii za špatnou a "zvrácenou" formu. Považuje ji za vládu lůzy, vládu chudých ovladatelných mas. Definuje ji jako vládu množství ve prospěch chudých. Proti tomu je postavena politeia (což může vyvolat špatné pochopení, protože slovo "politeia" se v řečtině obvykle používá pro označení ústavy nebo státního zřízení). Politeia jako prospěšná a zdravá forma státního zřízení by měla být vládou množství v zájmu obecného blaha tvořena mnohými občany, kteří smí nosit zbraň, čemuž odpovídají jejich vojenské ctnosti.
Z této klasifikace vyplývá, že Aristotelés zúžil pojem lidu v demokratických zřízeních na většinu chudých, která nedisponuje všemi právy ani prosazením svých zájmů. To je důvodem, uvažuje Aristotelés jako Platón, proč demokracie nemůže být stabilním systémem, pokud v ní existují takové rozdíly mezi bohatými a chudými. Demagogové rádi zneužijí své moci nad chudými a namíří jejich hněv proti bohatým, kteří jsou přinuceni se bránit, což ve výsledku vede ke zhroucení demokracie. Nejzávadnějším faktorem tohoto zřízení není ani tak nestabilita, jako spíše skutečnost, že demokracii a vládnoucí většině chudých v ní nejde o obecné blaho, což je důležitá charakteristika všech zdravých forem zřízení. Opakem demokracie je v tomto duchu oligarchie, tedy vláda malé skupiny bohatých na úkor chudých, která je dalším typem zvráceného ústavního zřízení. 
Aristotelés se opět shoduje s Platónem, když za hlavní princip demokracie považuje svobodu. Ta je charakterizována dvěma principy:
1. každý jedinec střídavě vládne a je ovládán.
2. každý žije jak chce. [6]

První bod ukazuje jednu z konstant demokracií, tedy že každý se může podílet na obsazování řídících postů v obci. 
Další důležitou charakteristikou je pojetí spravedlnosti. Ta je v demokratickém zřízení aritmetická, protože při rozdělování statků náleží každému členu obce stejná část.  Další shodu Aristotéla a Platóna nacházíme v pohledu na nepřirozenou nerovnost v charakteru a vědění, které se liší u všech jedinců. 

### Vlastnosti demokracie
Aristotelés definoval základní vlastnosti demokracie:
1. Ve většině politických rozhodnutí má svrchovanou pravomoc lidové shromáždění, nikoli úřady.
2. Soudní tribunály jsou sestaveny z členů obce či jejich zástupců.
3. Všichni občané volí úředníky, kterými se mohou stát všichni občané.
4. Všichni vládnou střídavě nad druhými.
5. Většinu úřadů smí občan obsadit jen v jediném volebním období.
6. Volební období netrvají dlouho.
7. Adepti do všech veřejných úřadů jsou nominováni losem. Výjimku tvoří úřady, kde je vyžadována odbornost.
8. Pro výkon funkce v úřadu nesmí existovat majetkový cenzus nebo jen velmi mírný.
9. Členství v jednotlivých úřadech, v lidovém shromáždění či soudu má být honorováno platem.[9]

Z toho vyplývá, že politická moc je v rukou lidu (1., 2., 3.), dále je realizován ideál aritmetické rovnosti, tím že žádný jedinec obce nemá schopnost koncentrovat větší moc na delší dobu (4., 5., 6.), komparativní výhoda v odbornosti je minimalizována na nejmenší míru (7.) a je znemožněno uchopení moci bohatými (8., 9.).
Nejslabší místo vidí Aristotelés, jako mnoho dalších myslitelů, v možnosti manipulace většiny lidu ze strany demagogů, jejichž stádní chování může vést k poškození menšiny bohatých. 

### Typy demokracie
Aristotelés popisuje čtyři typy demokracie:
- Nejlepší formou je ta, v níž se lid skládá z rolníků a občanů střední vrstvy (středně majetných), přičemž by výkon v úřadu měl být podmíněn malým majetkovým censem. V tomto modelu demokracie je lid zaneprázdněn prací na uživení sebe sama a nemá na politikaření. Shromáždění lidového sněmu jsou řídká a ve společnosti je zachována vláda práva.
- Druhým typem demokracie je ten, v nichž lid je složen z občanů dobrého původu.
- Třetí typ je založen na společnosti, v níž žijí všichni svobodně (není zjevné, zda měl na mysli i cizince a děti bývalých otroků).

Ve druhém a třetím typu demokracie také vládne zákon.
- Čtvrtý typ je definován tak, že demokratickou společnost také tvoří všichni svobodní (jako u 3. typu), ale tito se bez výjimky podílejí na politickém životě obce. Jedná se o extrémní typ demokracie, v němž neexistuje vláda zákona, ale vláda lidové většiny, což odporuje ústavnosti.[10]

Obecně lze říci, že demokracie bude ctnostná, pokud se lid zajímá o svou práci a nehledí na intriky a pletichaření proti bohatým.
Aristotelés rozvinul politickou teorii, v níž popisuje nauku o podmínkách stability ústavních zřízení včetně demokracie, která je obsažena v 5. a 6. knize Politiky. Zde zmiňuje ideu, že jakákoliv jednostranná vláda má vždy usilovat o to, aby zabránila znevýhodňování menšin. V případě demokratického zřízení, tak má vyjma majetkové nerovnosti platit rovnost, nebo dokonce i zvýhodňování bohatých. Velmi důležité je i zajistit a podporovat co nejsilnější střední třídu v obce, která má blahodárný vliv na stabilitu státních zřízení. Konflikt vždy hrozí z rozdílného postavení chudých a bohatých. De facto platí, že středně majetní nezávidí bohatým a zároveň nejsou jako oni arogantní a tedy tvoří nejlepší základ pro stabilní režim (i ten demokratický).